# Българско училище „Никола Вапцаров“ (Ерфурт)
Българското училище „Никола Вапцаров“ е училище на българската общност в град Ерфурт, което действа към дружество „Кубрат“ – Ерфурт. Създадено е през септември 2015 г. и е първото българско училище в провинция Тюрингия. В него се изучават български език, история и география на България. Посещава се от деца в подготвителна група до ученици в 12 клас.

## История
Училището отваря врати на 19 септември 2015 г. Започва с четири учители, като трима от тях отделят вниманието си за деца, които да могат да четат и пишат на български език, а един работи в подготвителна детска група. В края на учебната година е определено децата да решават тест, изпратен от Министерството на образованието и науката на България. На добре представилите се, се издава Свидетелство за завършен първи клас.